# Eje de fácil imanación
En magnetismo, se conoce como eje de fácil imanación a aquella dirección espacial, para una molécula o para un cristal, en la que la susceptibilidad magnética es máxima. De esta forma, para un campo magnético aplicado en diferentes direcciones del espacio, la magnetización será máxima cuando el eje del campo coincida con el eje de fácil imanación.
Todo imán permanente tiene un eje de fácil imanación, que es el que determina las posiciones de los polos Norte y Sur. Cualquier material cuya imanación no se disponga de forma preferente en un eje privilegiado sufrirá una desimanación espontánea en ausencia de campo.
- Datos: Q5820545